# Erpetogomphus menetriesii
Erpetogomphus menetriesii är en trollsländeart som först beskrevs av Selys 1854.  Erpetogomphus menetriesii ingår i släktet Erpetogomphus och familjen flodtrollsländor. Inga underarter finns listade i Catalogue of Life.